# Liste des interstates au Tennessee
Les Interstates au Tennessee font partie du réseau des autoroutes inter-états et sont entretenues par le Tennessee Department of Transportation (TDOT). L'État compte sept autoroutes principales et neuf auxiliaires.

## Autoroutes principales
| Numéro       | Longueur (mi) | Longueur (km) | Terminus sud / ouest                                | Terminus nord / est                                                                 | Créée    | Notes                                                                               |
| ------------ | ------------- | ------------- | --------------------------------------------------- | ----------------------------------------------------------------------------------- | -------- | ----------------------------------------------------------------------------------- |
| I-3          | —             | —             | Frontière de la Géorgie                             | Knoxville                                                                           | proposée |                                                                                     |
| I-24         | 180,16        | 289,94        | I-24 à la frontière du Kentucky à Clarksville       | I-75 / US 74 à Chattanooga                                                          | 1957     | Non-contigüe; court segment se trouvant en Géorgie entre les segments du Tennessee. |
| I-26         | 54,50         | 87,70         | US 11W / US 23 à Kingsport                          | I-26 / US 23 à la frontière de la Caroline du Nord à Flag Pond                      | 2003     |                                                                                     |
| I-40         | 455,28        | 732,70        | I-40 à la frontière de l'Arkansas à Memphis         | I-40 à la frontière de la Caroline du Nord près de Hartford                         | 1957     |                                                                                     |
| I-55         | 12,28         | 19,76         | I-55 / I-69 à la frontière du Mississippi à Memphis | I-55 / US 61 / US 64 / US 70 / US 78 / US 79 à la frontière de l'Arkansas à Memphis | 1957     |                                                                                     |
| I-65         | 121,71        | 195,87        | I-65 / US 31 à la frontière de l'Alabama à Ardmore  | I-65 à la frontière du Kentucky à Mitchell                                          | 1957     |                                                                                     |
| I-69         | —             | —             | I-55 / I-69 à la frontière du Mississippi à Memphis | I-69 / US 51 à la frontière du Kentucky à South Fulton                              | proposée |                                                                                     |
| I-75         | 161,86        | 260,49        | I-75 à la frontière de la Géorgie à Chattanooga     | I-75 à la frontière du Kentucky à Jellico                                           | 1957     |                                                                                     |
| I-81         | 75,66         | 121,76        | I-40 à Dandridge                                    | I-81 à la frontière de la Virginie à Bristol                                        | 1957     |                                                                                     |
| - Non-ouvert |               |               |                                                     |                                                                                     |          |                                                                                     |

## Autoroutes auxiliaires
| Numéro       | Longueur (mi) | Longueur (km) | Terminus sud / ouest                                        | Terminus nord / est               | Créée    | Notes |
| ------------ | ------------- | ------------- | ----------------------------------------------------------- | --------------------------------- | -------- | --- |
| I-124        | 1,97          | 3,17          | I-24 à Chattanooga                                          | US 27 à Chattanooga               | 1958     | Autoroute non-indiquée |
| I-140        | 11,18         | 17,99         | SR 162 à Knoxville                                          | US 129 / SR 162 à Alcoa           | 1992     | |
| I-155        | 15,93         | 25,64         | I-155 / US 412 à la frontière du Missouri près de Dyersburg | US 51 / US 412 à Dyersburg        | 1964     | Seul lien routier entre le Missouri et le Tennessee                                                                                           |
| I-169        | —             | —             | I-69 / US 51 à Union City                                   | US 45E / SR 22 / SR 43 à Martin   | proposée | Remplacera le segment autoroutier de la SR 22                                                                                                 |
| I-240        | 19,27         | 31,01         | I-40 à Memphis                                              | I-40 à Memphis                    | 1958     | Prévue être une boucle complète autour de Memphis. Segment nord de la boucle désigné comme I-40 alors que celle-ci ne traverse plus la ville. |
| I-269        | 19,00         | 31,00         | I-269 à la frontière du Mississippi à Memphis               | I-40 / SR 385 à Arlington         | 2015     | Remplacera la SR 385 entre Arlington et Millington                                                                                            |
| I-275        | 2,98          | 4,80          | I-40 / US 441 à Knoxville                                   | I-75 / I-640 / US 25W à Knoxville | 1980     | Tracé original de l'I-75 entre l'I-40 et l'I-75 / I-640                                                                                       |
| I-440        | 7,64          | 12,30         | I-40 à Nashville                                            | I-24 à Nashville                  | 1958     | |
| I-640        | 10,10         | 16,30         | I-40 / I-75 à Knoxville                                     | I-40 / US 25W à Knoxville         | 1958     | |
| I-840        | 77,28         | 124,37        | I-40 près de Dickson                                        | I-40 près de Lebanon              | 2016     | |
| - Non-ouvert |               |               |                                                             |                                   |          | |